# Davide Pinato
Davide Pinato (Monza, 15 marzo 1964) è un allenatore di calcio ed ex calciatore italiano, di ruolo portiere, preparatore dei portieri del settore giovanile del Milan.

## Biografia
È il padre del calciatore Marco Pinato.

## Carriera
Calcisticamente cresciuto nel Monza, esordì in prima squadra nel campionato 1985-1986, concluso con la retrocessione dei brianzoli in Serie C1. Nella stagione 1987-1988 subì una sola rete in 14 partite: un record che gli varrà la chiamata del Milan, in cambio di Giulio Nuciari e un conguaglio in denaro. Con i rossoneri disputò una stagione come riserva di Giovanni Galli, prima di ritornare per un'annata al Monza, in Serie B. Nel 1990 passò poi all'Atalanta, dove rimase ininterrottamente fino al 2002, con una parentesi in prestito al Piacenza nel campionato 1991-1992.
Nel corso della sua militanza nella formazione di Bergamo si fece apprezzare per la dedizione alla causa, malgrado il ruolo fisso di secondo portiere alle spalle di Fabrizio Ferron. Riuscì a disputare come titolare solo la stagione 1996-1997, conquistandosi il posto a stagione in corso ai danni di Davide Micillo. Durante tale campionato Pinato fu in grado di mantenere inviolata la propria porta per 757 minuti consecutivi (record d'imbattibilità in Serie A dell'Atalanta, tuttora imbattuto).
Tornato nel ruolo di riserva dietro ad Alberto Fontana prima e Ivan Pelizzoli poi, contribuì al settimo posto dei nerazzurri ottenuto nella stagione 2000-2001 parando due calci di rigore a Daniel Andersson, il 22 ottobre 2000 durante la partita Bari-Atalanta 0-2.
Scaduto il contratto con l'Atalanta, chiude la carriera in Serie B alla Sampdoria, come terzo portiere dietro Luigi Turci e Fabrizio Casazza.
Alla fine della carriera comincia ad allenare i portieri delle giovanili del Milan.

## Palmarès

### Giocatore

#### Competizioni nazionali
- Coppa Italia Serie C: 1

Monza: 1987-1988
- Supercoppa italiana: 1

Milan: 1988

#### Competizioni internazionali
- Coppa dei Campioni: 1

Milan: 1988-1989